# Stylidium simulans
Stylidium simulans är en tvåhjärtbladig växtart som beskrevs av S. Carlquist. Stylidium simulans ingår i släktet Stylidium och familjen Stylidiaceae. Inga underarter finns listade i Catalogue of Life.